# Дакен Дабан
Дакен Дабан или Ритер е планински хребет в Западен Китай, в провинции Цинхай и Гансу, в западната част на планинската система Наншан. Простира се от запад-северозапад на изток-югоизток на около 200 km между хребетите Улан Дабан (Хумболт) на североизток и Турген Дабан (Мушкетов) на югозапад. Максимална височина 5926 m. Изграден е от кристалинни шисти, пясъчници и филити. Склоновете му са слабо разчленени, но са къси и стръмни и рязко преминават в подножията в каменисто-чакълести наклонени предпланински равнини. В централните му части има малки ледници. На височина до 3000 m склоновете му са заети от полухрастови солянкови пустини, до 3300 – 3500 m – от високопланински сухи степи, от 3300 до 3800 m – от субалпийски пасища, а над 3800 m – от високопланински каменисто-чакълести пустини с рядка тревиста растителност. Хребетът Дакен Дабан е открит, първично изследван и картиран от известният руски пътешественик Николай Пржевалски, който го наименува в чест на видния немски географ Карл Ритер.